# Hugo von Ibelin († 1238)
Hugo von Ibelin, genannt der Starke (französisch Hue le Fort; † wohl 1238) war ein zypriotischer Ritter des mittelalterlichen Outremer. Er war der dritte Sohn des mächtigen Feudalherren Johann von Ibelin, genannt „der alte Herr von Beirut“, und dessen Ehefrau Melisende von Arsuf.
Als Kaiser Friedrich II. 1228 anlässlich seines Kreuzzuges in Limassol landete, mussten Hugo und sein älterer Bruder Balian als Geiseln in dessen Gefolge übergeben werden, als Unterpfand für die Treue ihres Vaters, der als Kaisergegner galt. Nachdem der Kaiser im Mai 1229 Outremer wieder verließ, erhoben sich die Barone des Landes unter der Führung der Ibelins gegen die zurückgelassenen kaiserlichen Statthalter (Lombardenkrieg). Wie seine Brüder kämpfte auch Hugo dabei am 15. Juni 1232 in der entscheidenden Schlacht bei Agridi, in der er die Vorhut der Zyprioten anführte, in deren Folge die Anhänger des Kaisers von Zypern vertrieben werden konnten.
Hugo starb wohl im Jahr 1238. Im April 1239 ließ König Heinrich I. von Zypern einen Gedenkgottesdienst für ihn in der Sophienkathedrale abhalten.